# 克萊鎮區 (密蘇里州霍爾特縣)
克萊鎮區（英語：Clay Township）是位於美國密蘇里州霍爾特縣的一個行政鎮區。

## 地方資料
克萊鎮區的面積為120.72平方千米，當中陸地面積為120.43平方千米，而水域面積為0.29平方千米。根據2020年美國人口普查的數據，當地共有人口439人，而人口密度為每平方千米3.64人。